# 巴頓鎮區 (伊利諾伊州福德縣)
巴頓鎮區（英語：Button Township）是位於美國伊利諾伊州福特縣的一個行政鎮區。

## 地方資料
根據2010年美國人口普查的數據，巴頓鎮區的面積為88.20平方千米，當中陸地面積為88.00平方千米，而水域面積為0.20平方千米。當地共有人口269人，而人口密度為每平方千米3.05人。